# Чемпіонат світу з фристайлу
Чемпіонат світу з фристайлу (англ. FIS Freestyle World Ski Championships) — міжнародні змагання з фристайлу, які проходять у непарні роки, починаючи з 1986 року (після 1986 року наступний чемпіонат пройшов у 1989 році, після чого і розпочався дворічний цикл). Організатором змагань є Міжнародна федерація лижного спорту.
В програму останнього чемпіонату світу входили: могул, паралельний могул, акробатика, скікрос, хафпайп і слоупстайл (до речі, ця дисципліна дебютувала саме у 2011 році). Для всіх цих дисциплін є і чоловічі, і жіночі змагання.
Найчастіше чемпіонат відбувався у США (1991, 2003, 2011). По 2 рази чемпіонат проходив у Японії (1997 і 2009) і Франції (1986 і 1995).

## Господарі чемпіонатів
- 1986  Тінь
- 1989  Бад-Хінделанг
- 1991  Лейк-Плесід
- 1993  Альтенмаркт-ім-Понгау
- 1995  Ля-Клюза
- 1997  Іїдзуна
- 1999  Майрінген
- 2001  Вістлер
- 2003  Дір-Веллі
- 2005  Куусамо
- 2007  Мадонна-ді-Кампільйо
- 2009  Інавасіро
- 2011  Дір-Веллі
- 2013  Восс

Після 2013 року ЧС з сноуборду і фристайлу об'єднанні:
- 2015  Крайшберг
- 2017  Сьєрра-Невада

## Розподіл медалей по країнах (1986-2011)
| Місце | Країна          |    |    |    | Всього |
| ----- | --------------- | -- | -- | -- | ------ |
| 1     | Канада          | 28 | 23 | 25 | 76     |
| 2     | США             | 23 | 20 | 22 | 65     |
| 3     | Франція         | 16 | 9  | 14 | 39     |
| 4     | Норвегія        | 6  | 5  | 2  | 13     |
| 5     | Росія           | 6  | 3  | 2  | 11     |
| 6     | КНР             | 5  | 3  | 1  | 9      |
| 7     | Австралія       | 5  | 2  | 5  | 10     |
| 8     | Швейцарія       | 3  | 11 | 4  | 18     |
| 9     | Фінляндія       | 3  | 5  | 4  | 12     |
| 10    | Німеччина       | 3  | 3  | 6  | 12     |
| 11    | Австрія         | 2  | 4  | 4  | 10     |
| 12    | Японія          | 2  | 3  | 3  | 8      |
| 13    | Чехія           | 2  | 2  | 1  | 5      |
| 14    | Білорусь        | 1  | 4  | 3  | 8      |
| 15    | СРСР            | 1  | 0  | 0  | 1      |
| 15    | Узбекистан      | 1  | 0  | 0  | 1      |
| 17    | Швеція          | 0  | 7  | 6  | 13     |
| 18    | Італія          | 0  | 2  | 3  | 5      |
| 19    | Велика Британія | 0  | 1  | 0  | 1      |
| 20    | Іспанія         | 0  | 0  | 1  | 1      |
| 20    | Україна         | 0  | 0  | 1  | 1      |